# Fasthand
Fasthand (también conocida como Fasthand is Still My Name y Fast Gun Is Still My Name ) Mano rápida es una película Espagueti Western del año 1973 de origen Ítalo-española, dirigida por Frank Bronston y protagonizada por Alan Steel, William Berger y Frank Braña .    

## Sinopsis
Poco después del final de la guerra civil de los Estados Unidos, el capitán Jeff Madison, un oficial de la Unión, lidera un grupo de soldados en la búsqueda de un grupo de soldados confederados que se han vuelto rebeldes y están llevando a cabo una guerra en el sur. El grupo rebelde, liderado por el infame Machedo, se divide en dos, y mientras una facción tiende una emboscada a Madison y su grupo, la otra captura uno de los fuertes de la Unión y diezma a los soldados y al oficial al mando. Poco después los rebeldes capturan a Madison cuando llega al fuerte, el único sobreviviente de la emboscada previa. Machedo y sus hombres lo torturan, le disparan en su mano derecha, dejándola inútil para sostener un arma, y lo dejan morir. Madison sobrevive por pura casualidad cuando un grupo de indios aparecen por el lugar.
Durante los próximos dos años, el grupo de rebeldes y exsoldados llevan a cabo una serie de incursiones sin ser molestados, mientras que al mismo tiempo Madison se ha estado preparando para hacer justicia en contra de ellos. Cuando Machedo y sus hombres roban el oro recién llegado de una ciudad, Madison ve la oportunidad perfecta para manipular la situación a su favor, llevando a Machedo y su grupo a una trampa. El excapitán lo arriesga todo para llevar a cabo su plan, pero, a pesar a las expectativas de Machedo, Madison todavía tiene una carta secreta bajo la manga, que lo convierte en un verdadero "mano rápida".

## Elenco
- Alan Steel como Capitán Jeff Madison
- William Berger como Machedo
- Frank Brana como Quincy
- Fernando Bilbao como Duero
- Gill Rolland como Harrueco
- Celine Bessy como Swan
- Francisco Sanz como Joe Smart
- Welma Truccolo como Mary Ann Cruz
- Francesco D'Adda como Pracownik, Cajero
- Ettore Ribotta como Gerente de banco
- Sergio Dolfin como Alcalde
- Stefano Oppedisano como Miembro de la mafia de Machedo
- Aldo Cecconi como Alguacil
- Angelo Boscariol como Sargento Carter
- Filippo Perego como Alcalde
- Rodolfo Lodi como Diputado
- Aldo Sisti
- Duilio Olmi como Patrón
- Artemio Antonini como Miembro de la mafia de Machedo
- Omero Capanna como Soldado norteño
- Giuseppe Cardone como Camarero
- Alfonso Giganti como Hombre en el salón ·
- Lorenzo Robledo como Jack, Conductor del coche fúnebre